# 伊莉莎白湖 (加利福尼亞州)
伊莉莎白湖（英語：Elizabeth Lake）是位於美國加利福尼亞州洛杉磯縣的一個人口普查指定地區。

## 地理
伊莉莎白湖的座標為34°39′23″N 118°22′46″W / 34.65639°N 118.37944°W，而該地最高點為海拔高度1033米（即3389英尺）。

## 人口
根據2010年美國人口普查的數據，伊莉莎白湖的面積為16.947平方千米，當中陸地面積為16.178平方千米，而水域面積為0.769平方千米。當地共有人口1756人，而人口密度為每平方千米103人。